# 氫氧化鉛
氫氧化鉛，是一種無機化合物，其化學式為Pb(OH)2，是鉛的氫氧化物，由一個2價的鉛和2個氫氧根離子(OH-)組成。氫氧化鉛是一種鉛鏽（其他還有:一氧化鉛、二氧化鉛、四氧化三鉛），氫氧化鉛常溫下為固體，外觀通常是白色的，當鉛放在水裡久了生鏽生成的鉛鏽含有氫氧化鉛。

## 制備
氫氧化鉛可以由氫氧化鈉或氫氧化鉀與硝酸铅反应制得
Pb(NO3)2 + 2NaOH → Pb(OH)2 + 2NaNO3
鉛在水中(要含氧)也會緩慢的生成氫氧化鉛，若至於碳酸水則會加快這個反應
2Pb + O2 + 2H2O → 2Pb(OH)2
用其他方式制出的氫氧化鉛其純度都不高，會是一種混合物，含氫氧化鉛、氫氧化氧鉛、硝酸氫氧化鉛

## 性質
氫氧化鉛是一種白色無定形粉末，兩性，它溶解在水中呈弱鹼性。它在脫水溫度130 °C和145°C時會分解為一氧化鉛和水。
Pb(OH)2{\displaystyle {\xrightarrow {\ 145^{o}C\ }}}PbO + H2O
氫氧化鉛與二氧化碳反應會形成碳酸鉛
Pb(OH)2 + CO2 → PbCO3 + H2O
氫氧化鉛接觸酸會形成對應的鉛鹽(如接觸硫酸形成硫酸鉛、若接觸檸檬酸也會形成檸檬酸鉛、接觸硝酸則形成硝酸鉛)
Pb(OH)2 + H2SO4 → PbSO4 + 2H2O
3Pb(OH)2 + 2C6H8O7 → Pb3(C6H5O7)2 + 3H2O
Pb(OH)2 + 2HNO3 → Pb(NO3)2 + 2H2O
當它溶解於強鹼溶液的羥基形成一個複雜的離子[Pb(OH)4]2−、Pb4(OH)44+、Pb3(OH)42+、Pb6O(OH)64+. 和形成铅酸盐